# Comuna Iabluneve, Orjîțea
Iabluneve (în ucraineană Яблуневе) este o comună în raionul Orjîțea, regiunea Poltava, Ucraina, formată din satele Iabluneve (reședința), Pîlîpovîci, Zahrebellea și Zalujne.

## Demografie
Componența lingvistică a comunei Iabluneve
     Ucraineană (97,28%)
     Rusă (2,52%)
     Alte limbi (0,2%)
Conform recensământului din 2001, majoritatea populației comunei Iabluneve era vorbitoare de ucraineană (97,28%), existând în minoritate și vorbitori de rusă (2,52%).